# Domingos Oliveira
Pour les articles homonymes, voir Oliveira.
 (juillet 2017).
Si vous disposez d'ouvrages ou d'articles de référence ou si vous connaissez des sites web de qualité traitant du thème abordé ici, merci de compléter l'article en donnant les références utiles à sa vérifiabilité et en les liant à la section « Notes et références ».
Domingos Augusto Alves da Costa Oliveira, GCTE (dumĩɡuʃ dɐ kɔʃtɐ olivɐjɾɐ), 31 juillet 1873, Lisbonne - 24 décembre 1957, Lisbonne) est un homme d'État et général portugais. 
Il est nommé, le 21 janvier 1930, Président du ministère du Portugal au cours de la période de la Ditadura Nacional (dictature nationale) qui a précédé l 'Estado Novo (État nouveau). Conservateur, il s'oppose à toutes les tentatives pour rétablir la démocratie, comme l'échec du soulèvement militaire des mois d'avril et mai 1931 à Madère et aux Açores. La popularité et le rôle politique manifestés par le ministre des Finances (en), António de Oliveira Salazar, l'amène à démissionner le 25 juin 1932. Il est remplacé par son ministre, qui reste à ce poste pour les 36 années suivantes.